# Wojna o Black Hills

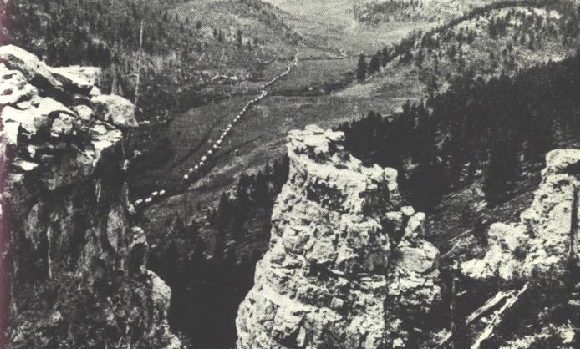
Ekspedycja Custera w Góry Czarne (1874)

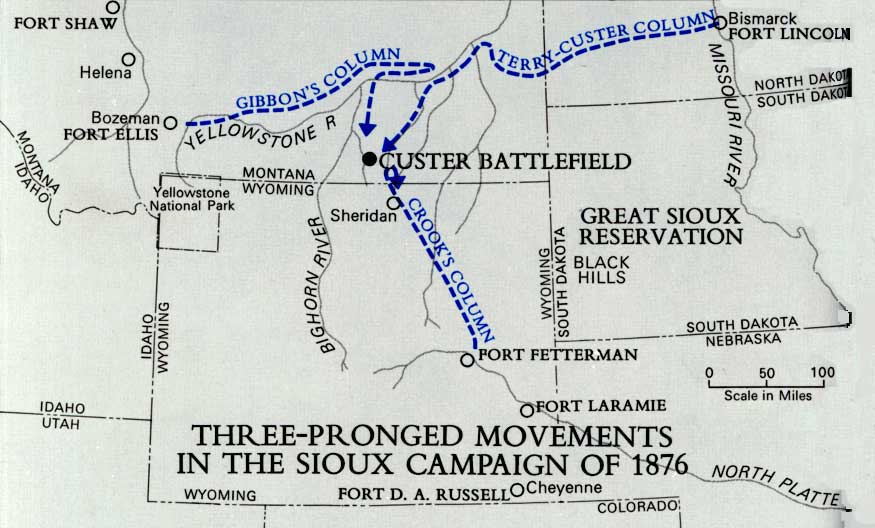
Ruchy wojsk amerykańskich

Wojna o Black Hills (zwana też Kampanią Little Big Horn) – seria starć zbrojnych między Indianami z plemienia Dakotów a armią Stanów Zjednoczonych w latach 1876–1877.

## Tło wydarzeń
Traktat w Fort Laramie (1868) ustanowił Wielki Rezerwat Dakotów, który obejmował również teren świętego dla Indian pasma Black Hills na Terytorium Dakoty, do których Dakotowie rościli sobie prawo od czasu zwycięstwa nad Kiowami w 1776 roku.
Obecność złota w Górach Czarnych była powszechnym przedmiotem domysłów i plotek. Informacja na ten temat została oficjalnie potwierdzona przez ekspedycję George’a Armstronga Custera w 1874 roku. Spowodowało to wybuch gorączki złota i napływ osadników, górników i awanturników na te tereny, co było pogwałceniem traktatu z 1868 roku i prawa federalnego. Powodem gniewu Dakotów i sprzymierzonych z nimi plemion była „bezradność” armii, której obowiązkiem było trzymanie intruzów z dala od terytoriów Indian.

## Reakcja Indian
Ostatecznie Siedzący Byk (Tatanka Yotanka), Szalony Koń (Tasunka Witko) wraz ze swoimi ludźmi wypowiedzieli wojnę białym intruzom i Stanom Zjednoczonym. Wielu historyków twierdzi dziś, że do wojny przyczyniły się rządy prezydenta Ulyssesa Granta, który po cichu zezwalał na poszukiwanie złota w Black Hills, aby przychody z tego uzyskane załatały braki w budżecie spowodowane trwającą od trzech lat recesją. Ponadto w kierunku Indian wysunięto niewczesne i nieracjonalne żądania, aby rodziny i myśliwi stawiali się w różnych agencjach w samym środku zimy 1875/1876. Grant wydał armii rozkazy, aby urządzała obławy na niepokorne grupy Indian, które nie zastosują się do wysuniętych żądań.
Wiosną 1876 roku Indianie udali się na doroczny zjazd nad rzekę Little Bighorn, a wojska amerykańskie z trzech stron ruszyły w kierunku obozu Dakotów i sprzymierzonych z nimi Szejenów, aby zmusić ich do powrotu na tereny rezerwatów. Zaskutkowało to najpierw bitwą nad rzeką Rosebud (1876), gdzie Dakotowie pod wodzą Szalonego Konia pokonali jedną z trzech kolumn, pod wodzą gen. Crooka. 8 dni później ppłk George Custer na czele 7 Regimentu Kawalerii zaatakował obóz Indian nad brzegami Little Bighorn, w rezultacie czego wywiązała się bitwa, w której zjednoczeni Dakotowie i Szejeni pod dowództwem Szalonego Konia, Pizi i Siedzącego Byka doszczętnie zniszczyli oddział amerykański, zabijając 265 żołnierzy, w tym wszystkich z batalionu dowodzonego osobiście przez Custera. Była to jedna z największych porażek armii amerykańskiej.

## Koniec wojny
W późniejszych bitwach latem i jesienią 1876 roku, włączając w to bitwę Tępego Noża oraz Slim Buttes, kawaleria i piechota amerykańska pokonała wojenne oddziały Dakotów i zmusiła Indian do powrotu do rezerwatów. Wojna zakończyła się kolejnym traktatem, w którym Dakotowie zrzekali się 50-milowego pasa ziemi wzdłuż zachodniej granicy rezerwatu, a także kilku innych ziem, dając prawo własności do Black Hills Stanom Zjednoczonym. Zalegalizowało to ostatecznie nielegalne pierwotnie osadnictwo poszukiwaczy złota i spowodowało dalsze osiedlanie się białych w Deadwood oraz rozwój innych miast na terytorium Black Hills.